# MOST
A MOST (Microvariability & Oscillations of STars) kanadai űrtávcső, mely a csillagok fényességének az ingadozásait méri, amelynek oka egy exobolygó csillag előtti áthaladása is lehet.
2003. június 30-án állították pályára Rokot rakétával Pleszeckből, Észak-Oroszországból. A program költségei nem érték el a 10 millió dollárt sem. Egyéves tervezett működését jóval túlszárnyalta, már több mint hat éve végez megfigyeléseket, az asztroszeizmológiai kutatásokon kívül fedési exobolygók keresését is elkezdte. A műholdat üzemeltetői viccesen „Humble Space Telescope”-nak, „Alázatos űrtávcsőnek” nevezik (utalva a Hubble űrtávcsőre).

## Leírás
Mint a neve is mutatja, a MOST a csillagfény erősségének változásait méri. Egyetlen célpontot hosszú ideig (több, mint 60 napig) figyel meg. A nagyobb űrtávcsövekkel nincs lehetőség ennyi ideig egy célpontot vizsgálni.
A hold 53 kg tömegű, 65 cm széles és 30 cm vastag, így a mikroműholdak kategóriájába tartozik. A Kanadai Űrügynökség, a Dynacon Enterprises Limited, a Torontói Egyetem és a Brit-Kolumbiai Egyetem fejlesztette ki.
A műholdhoz nagyon hasonló, a továbbfejlesztésével létrehozott NEOSSat holdat, mely a földsúroló kisbolygók keresésére terveznek, 2010-ben tervezik pályára állítani.

### Magyar oldalak
- Az első kanadai űrtávcső
- Óriás exobolygók (2005. május 24.)

### Külföldi oldalak
- Rockot booster successfully launches 9 payloads (2003. június 30.)